# Reto Hänny

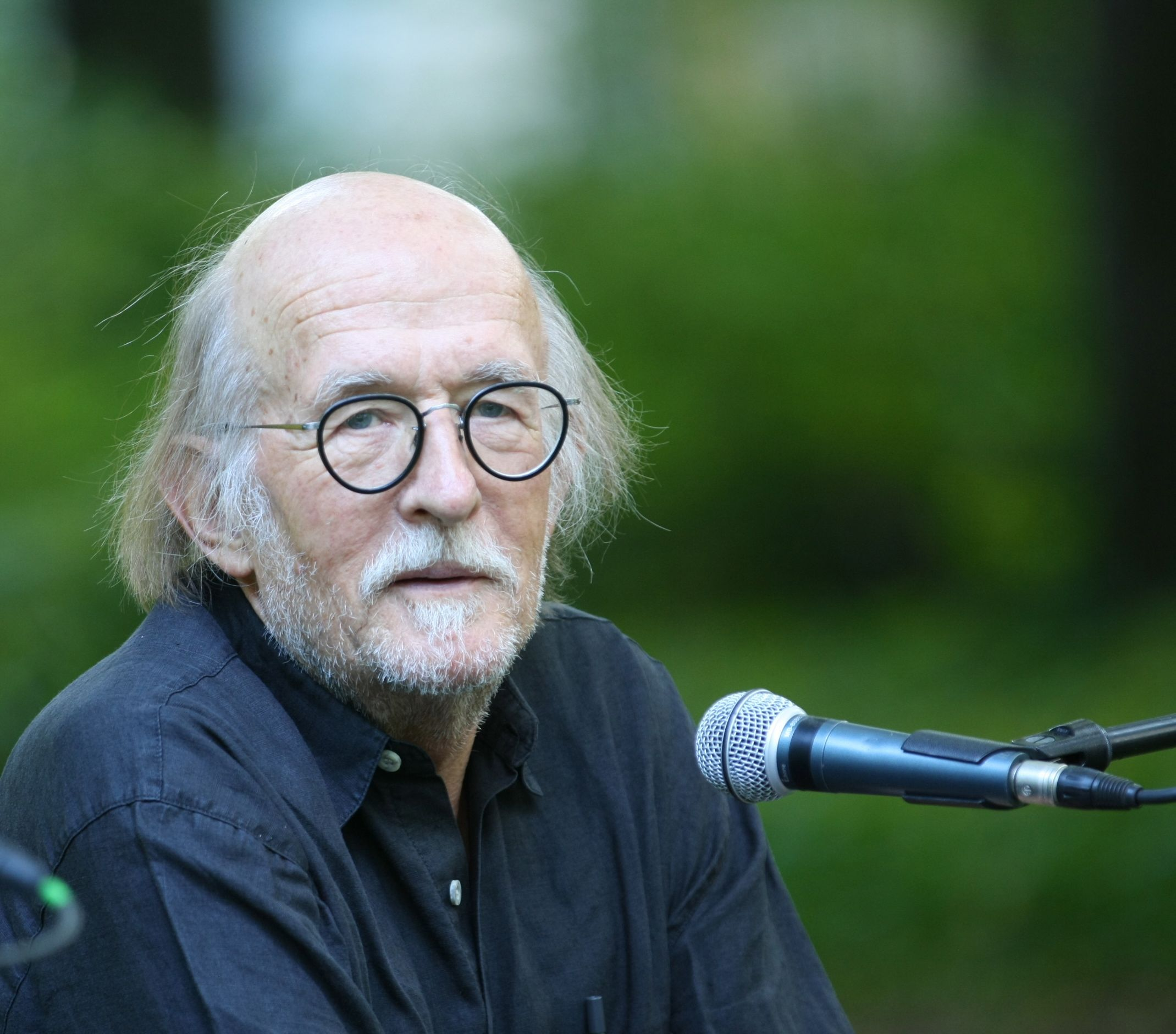
Reto Hänny stellt auf dem Erlanger Poetenfest 2014 sein Buch Blooms Schatten vor

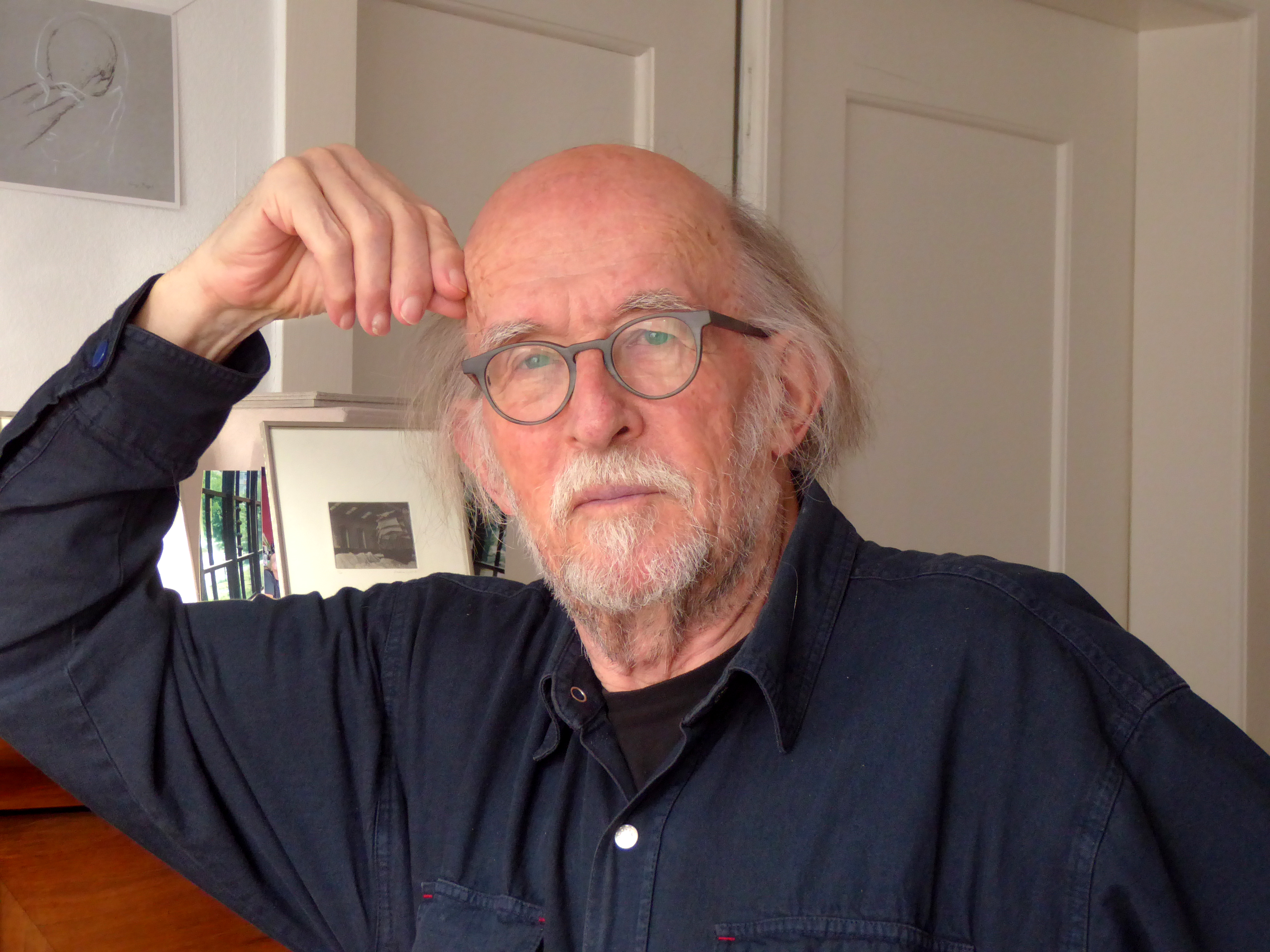
Reto Hänny anlässlich des Erscheinens von Sturz. Das dritte Buch vom Flug, 2020

Reto Hänny (* 13. April 1947 in Tschappina, Kanton Graubünden) ist ein Schweizer Schriftsteller.

## Leben
Hänny verbrachte seine Kindheit auf dem elterlichen Bergbauernhof. Nach der Volksschule besuchte er das Lehrerseminar in Chur, wo er zum Volksschullehrer ausgebildet wurde. Er übte diesen Beruf einige Jahre aus, danach unternahm er ausgedehnte Reisen in Europa, Nordafrika sowie in den Nahen und Mittleren Osten und hielt sich studienhalber in Venedig, Amsterdam und regelmässig in Paris auf. Nach einer Tätigkeit als Bühnenarbeiter am Stadttheater Chur zog er nach Zürich, wo er ein Studium der Germanistik und Ethnologie an der Universität Zürich und an der ETH Zürich begann.
Im September 1980 wurde er Zeuge der Zürcher Jugendunruhen und deren Unterdrückung durch die Polizei. Da Hänny damals selbst verhaftet und misshandelt worden war, verliess er die Schweiz. Dank einem DAAD-Stipendium zog er nach Berlin um; seine Zürcher Erfahrungen verarbeitete er in dem Buch Zürich, Anfang September. Die Reportage ist nicht typisch für sein literarisches Schaffen.
Bei den Klagenfurter Tagen der deutschsprachigen Literatur 1994 gewann er mit seinem Text Guai den Ingeborg-Bachmann-Preis, und 2022 wurde er mit dem wichtigsten Preis der Schweiz ausgezeichnet, dem Schweizer Grand Prix Literatur.
Hänny ist Mitglied des Verbandes Autorinnen und Autoren der Schweiz. Er wohnt in Zollikon, Graubünden und Berlin. Sein Archiv befindet sich im Schweizerischen Literaturarchiv in Bern.

## Auszeichnungen
- 1985 Max-Frisch-Werkjahr der Stadt Zürich
- 1987 und später diverse Werkjahre des Kantons und der Stadt Zürich
- 1991 Einzelwerkpreis der Schweizerischen Schillerstiftung[1]
- 1994 Ingeborg-Bachmann-Preis[2]
- 2015 Schillerpreis der Zürcher Kantonalbank für Blooms Schatten[3]
- 2017 Kunstpreis Zollikon[4]
- 2022 Schweizer Grand Prix Literatur[5][6]

## Werke
- Ruch. Ein Bericht. Suhrkamp, Frankfurt am Main 1979. Zweite Fassung: Suhrkamp (es 1295), Frankfurt am Main 1984.
- Zürich, Anfang September. Suhrkamp (edition suhrkamp 1079), Frankfurt am Main 1981. ISBN 3-518-11079-9.
- Flug. Suhrkamp, Frankfurt am Main 1984. Neue, «übermalte» Fassung: Suhrkamp (BS 1414), Frankfurt am Main 2007, ISBN 3-518-22414-X.
- Giorgio, guardati! (Nachwort zu C. F. Meyers Jürg Jenatsch). Insel, Frankfurt am Main 1988.
- Klänge und Echos. Eine Lektüre (Nachwort zu Robert Pingets Passacaglia). Suhrkamp, Frankfurt am Main 1991.
- Am Boden des Kopfes. Verwirrungen eines Mitteleuropäers in Mitteleuropa. Suhrkamp, Frankfurt am Main 1991, ISBN 3-518-40326-5.
- mit Beat Consoni (Hrsg.): Gioni Signorell Arbeiten 1990/92. Edition Luciano Fasciati, Chur 1993.
- Helldunkel. Ein Bilderbuch. Suhrkamp, Frankfurt am Main 1994, ISBN 3-518-40770-8.
- Guai. In: Klagenfurter Texte, Ingeborg-Bachmann-Wettbewerb 1994, herausgegeben von Hannes Hauser und Siegbert Menzinger, S. 17–29. Piper, München 1994, ISBN 3-492-12015-6.
- mit Felix Humm (Autoren): Frühling Primavera Spring Time Printemps. Künstlerbuch 1997. Vexer Verlag, ISBN 978-3-907112-06-9.
- Blooms Schatten. Matthes & Seitz, Berlin 2014, ISBN 978-3-88221-199-3 (Ulysses).
- Sturz. Das dritte Buch vom Flug. Roman. Matthes & Seitz, Berlin 2020, ISBN 978-3-95757-870-9.
- Bernina Variationen (Textbeitrag in: Bernina Transversal von Guido Baselgia–Bearth & Deplazes. Park Books, Zürich 2021, ISBN 978-3-03860-237-8).
- Sturz. Das dritte Buch vom Flug. Vom Autor veränderte Neuauflage. Matthes & Seitz, Berlin 2022, ISBN 978-3-7518-0028-0.

## Belege
1. ↑  Preise und Zuwendungen (chronologisch). Schweizerische Schillerstiftung, abgerufen am 16. Februar 2022.
2. ↑  Egyd Gstättner: 25 Jahre Ingeborg-Bachmann-Preis: Die Preisträgerinnen und Preisträger 1994. Der Standard, 21. Juni 1994, abgerufen am 16. Februar 2022.
3. ↑  ZKB Schillerpreis-Preisträger 1979-2015. Schweizerische Schillerstiftung, abgerufen am 16. Februar 2022.
4. ↑  Preisträger Kunstpreis Zollikon. (PDF) Gemeindeverwaltung Zollikon, abgerufen am 16. Februar 2022.
5. ↑  Reto Hänny erhält den Schweizer Grand Prix Literatur 2022 für sein Gesamtwerk, nachtkritik.de vom 10. Februar 2022, abgerufen am 12. Februar 2022.
6. ↑  Schweizer Kulturpreise. Bundesamt für Kultur. Reto Hänny erhält den Grand Prix Literatur 2022.

| Personendaten    | Personendaten            |
| ---------------- | ------------------------ |
| NAME             | Hänny, Reto              |
| KURZBESCHREIBUNG | Schweizer Schriftsteller |
| GEBURTSDATUM     | 13. April 1947           |
| GEBURTSORT       | Tschappina               |